# Tjocha

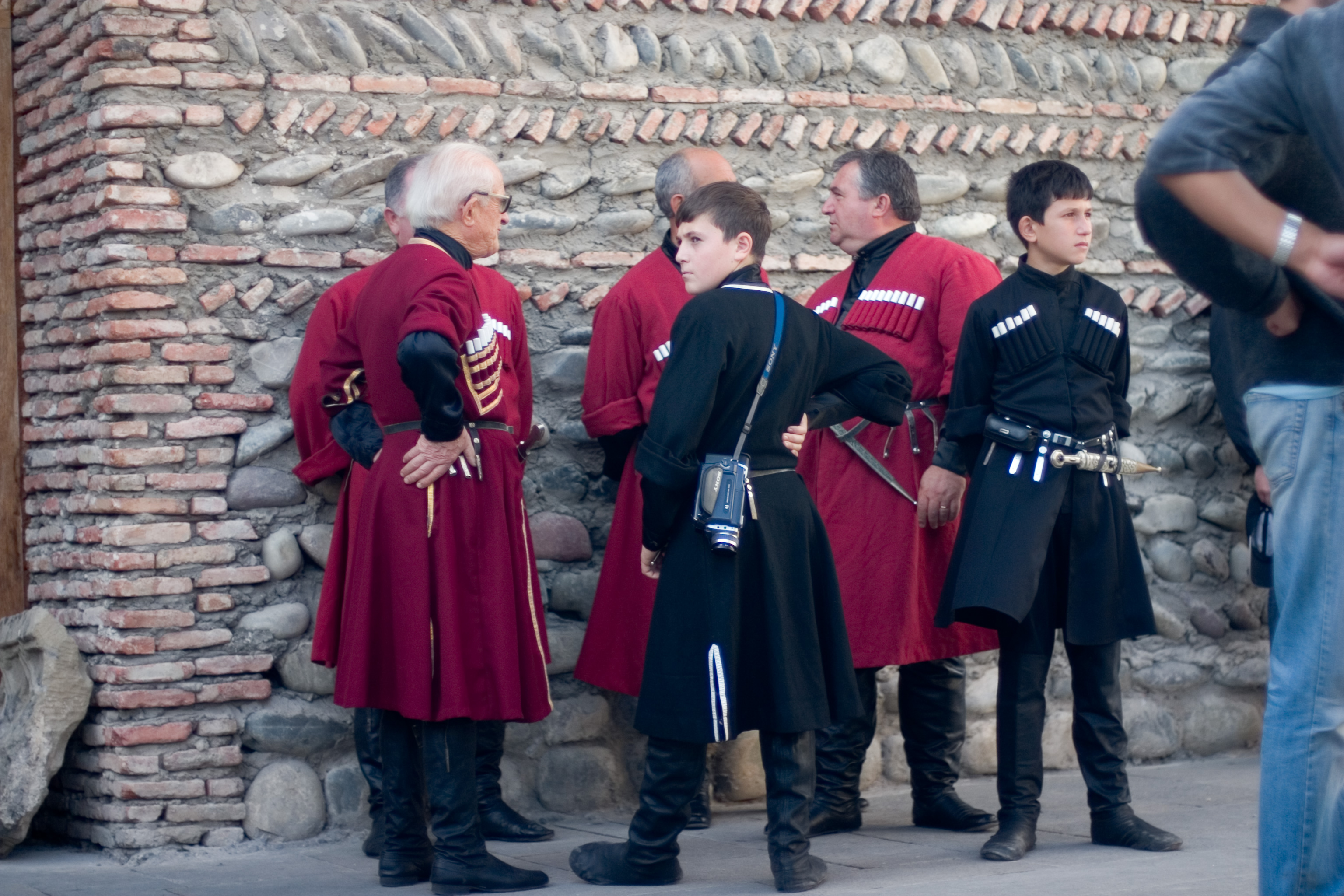
Georgiska män och pojkar som bär tjocha.

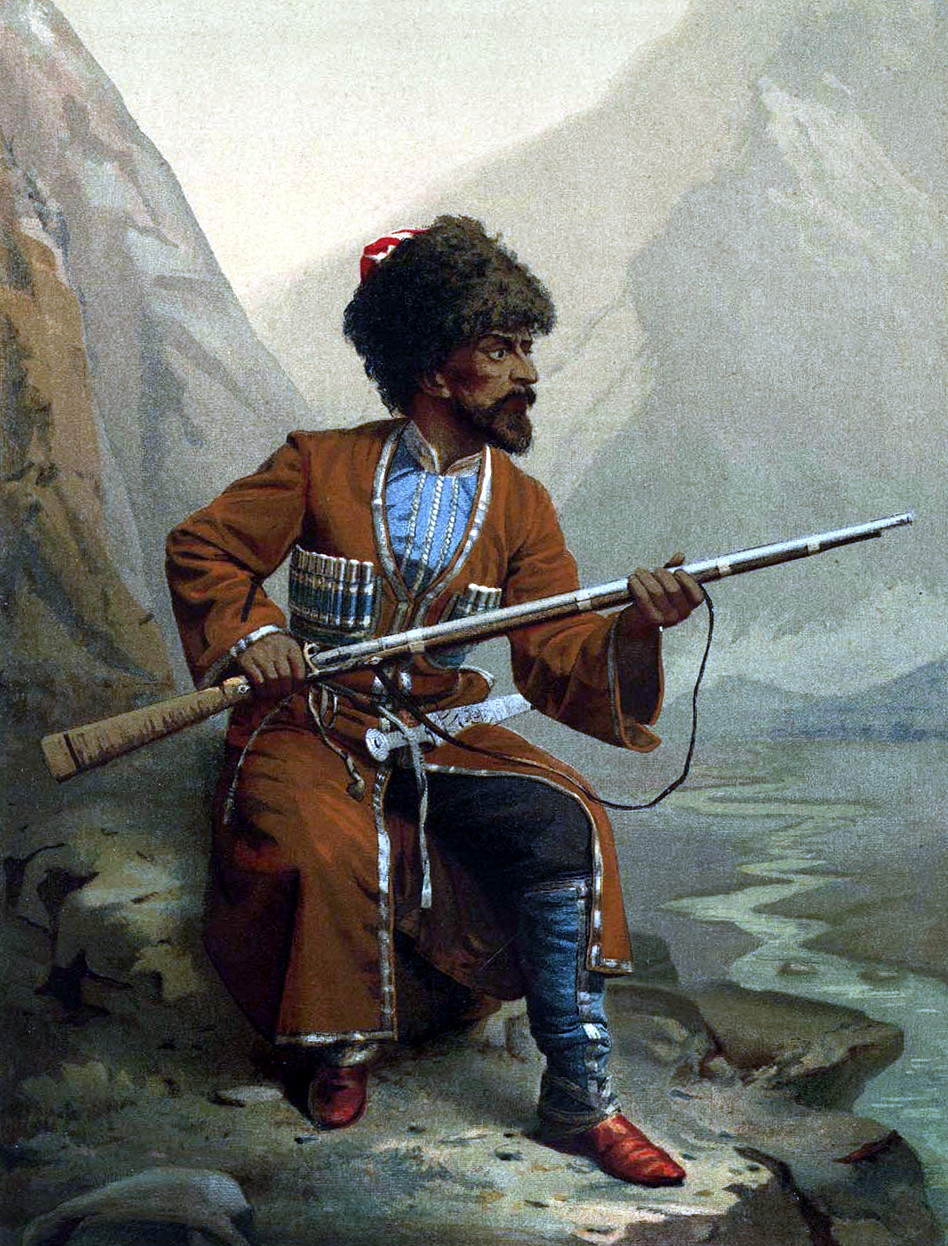
Tsjerkessisk soldat uniformerad i papakha («kosakmössa») och tsjerkeska, figursydda mansfrack med patronfickor, som fortsatt används som traditionell mansdräkt i Kaukasus. Stövlarna är mjuka utan klackar och sulor.

Tjocha (georgiska: ჩოხა, ტალავარი, Tjocha, Talavali; tjetjenska: чоа; azerbajdzjanska: çerkezi çuxa; ryska: Черкеска, Tjerkeska; ossetiska: цухъхъа, tsuchychya; kabardinska: Цей, Tsej) är en del av den traditionella manliga klädseln bland kaukasier.

## Historia
Tjochan har använts i stor utsträckning i Georgien från 800-talet till 1800-talet och i Azerbajdzjan från 1600-talet till 1900-talet.

## Typer
Det finns fyra typer av tjochan: Kartli-Kacheti tjocha (Kartlien och Kachetien är östgeorgiska provinser), Chevsur Tjocha (huvudsakligen i Mtscheta-Mtianeti-provinsen i Georgien), adzjarisk tjocha (vanligast i västra Georgien, i provinser som Adzjarien och Gurien) och generell kaukasisk tjocha. Ordet Tjocha härstammar inte från georgiskan utan från turkfolk.

## Kvinnlig tjocha
I Georgien har tjochan under lång tid traditionellt enbart burits av män. På senare tid har det dock uppkommit en kontroversiell kvinnlig variant på den georgiska tjochan.

### Fotnoter
1. ↑  ”Arkiverade kopian”. Arkiverad från originalet den 12 mars 2012. https://web.archive.org/web/20120312230550/http://www.azclub.ru/index.php?stype=club&slevel=2&sid=2. Läst 16 april 2013.
2. ↑  Abasjhidze, Irakli. Ed. Georgian Encyclopedia. Vol. IX. Tbilisi, Georgien: 1985.
3. ↑  ”Close-Up: Why Georgia's national costume is back in vogue”. BBC News. 10 juli 2011. http://www.bbc.co.uk/news/world-europe-14077350. (engelska)